# Finlandia (dokumentarfilm)
|  | Denne artikel er oprettet af botten Steenthbot ud fra en ekstern database. Den kan derfor have sproglige fejl eller mangler. Denne skabelon kan fjernes efter kontrol af indholdet. |

 For alternative betydninger, se Finlandia (flertydig). (Se også artikler, som begynder med Finlandia)
Finlandia er en dansk naturfilm fra 1973 instrueret af Aksel Hald-Christensen.